# Can Pinyol (Sant Boi de Llobregat)
Can Pinyol és una masia de Sant Boi de Llobregat (Baix Llobregat) catalogada com a bé cultural d'interès local.

## Història
En un capbreu del 8 d'agost del 1563 figura amb el nom de Mas Viloví (o Beuolovi), i consta que hi tenia domini el Monestir de Valldonzella, i pertanyia, per tant, a la Pobla Arlovina. L'abril del 1663, Paula Viloví, muller de Josep Berta, pagesos de Catllar del Conflent, va vendre la hisenda a Josep Balaguer, advocat i magistrat de la Reial Audiència de Catalunya. La casa es trobava en estat ruïnós, probablement per culpa de la Guerra dels Segadors, i el comprador aviat la va reconstruir i millorar.
Posteriorment, passà successivament a mans del seu fill Francesc de Balaguer i Bertran, conseller segon de la Generalitat i regidor perpetu de Barcelona, i després a la seva germana Manuela, casada amb Bernat Corts. L'hereva havia de ser la seva filla Maria Antònia, monja del monestir de les Jerònimes, que havia heretat la jurisdicció de la Pobla Arlovina de part del seu oncle, però no el mas Viloví; de la mare, passà a Teresa de Balaguer i Bertran, i d'aquesta a la seva filla Maria Francesca de Valencià i de Balaguer, casada amb el mariscal de camp Felip Maximilià Wyts de la Bouchardrie (1697-1762). L'hereva fou Maria Francesca Wyts de la Bouchardrie i de Valencià, que contragué matrimoni amb Lluís Blondel de Drouhot i Caulaincourt (1728-1809), nomenat marquès de Bondel de l'Estany de Bellcaire el 1789 pel rei Carles III.
El seu fill Antoni de Blondel-Drouhot i Wyts de la Bouchardrie morí sense descendència, i el títol i la masia passaren a mans de Felip Ignasi de Miquel i de Blondel, fill de la seva germana Maria Genoveva i Joan de Miquel i de Vilaplana, baró de Púbol. La família Miquel, lligada als estaments militars, es mantingué com a propietària fins als nostres dies.

## Descripció
Masia de planta baixa, pis i golfes amb carener perpendicular a la façana i amb coberta a doble vessant. La façana presenta una distribució simètrica de les obertures i posa de manifest l'estructura de tres tramades. Presenta un rellotge de sol, força desdibuixat. La porta és d'arc rebaixat de pedra sorrenca. Aquest mateix material emmarca la resta de les obertures.